# 関善光寺
関善光寺（せきぜんこうじ）は、岐阜県関市西日吉町35にある天台宗の寺院。
正式名称は宗休寺（そうきゅうじ）。山号は妙祐山。本尊は阿弥陀如来（善光寺如来）。美濃四国第二十一番。中濃八十八ヶ所霊場十番。安桜山の麓に位置し、桜、紅葉（サザンカ、ツツジ）の名所である。

## 歴史
1753年（宝暦3年）、美濃国武儀郡関村の庄屋広瀬新太郎が創建。
1798年（寛政10年）、善光寺別当の等順によって宗休寺にて信州善光寺の出開帳が行なわれる。これが縁となり、上野東叡山寛永寺住職の（輪王寺門跡）の公澄法親王から拝領した善光寺如来を安置、善光寺を模した本堂、戒壇が建てられることとなり、1818年（文政元年）に建立された。

## 境内

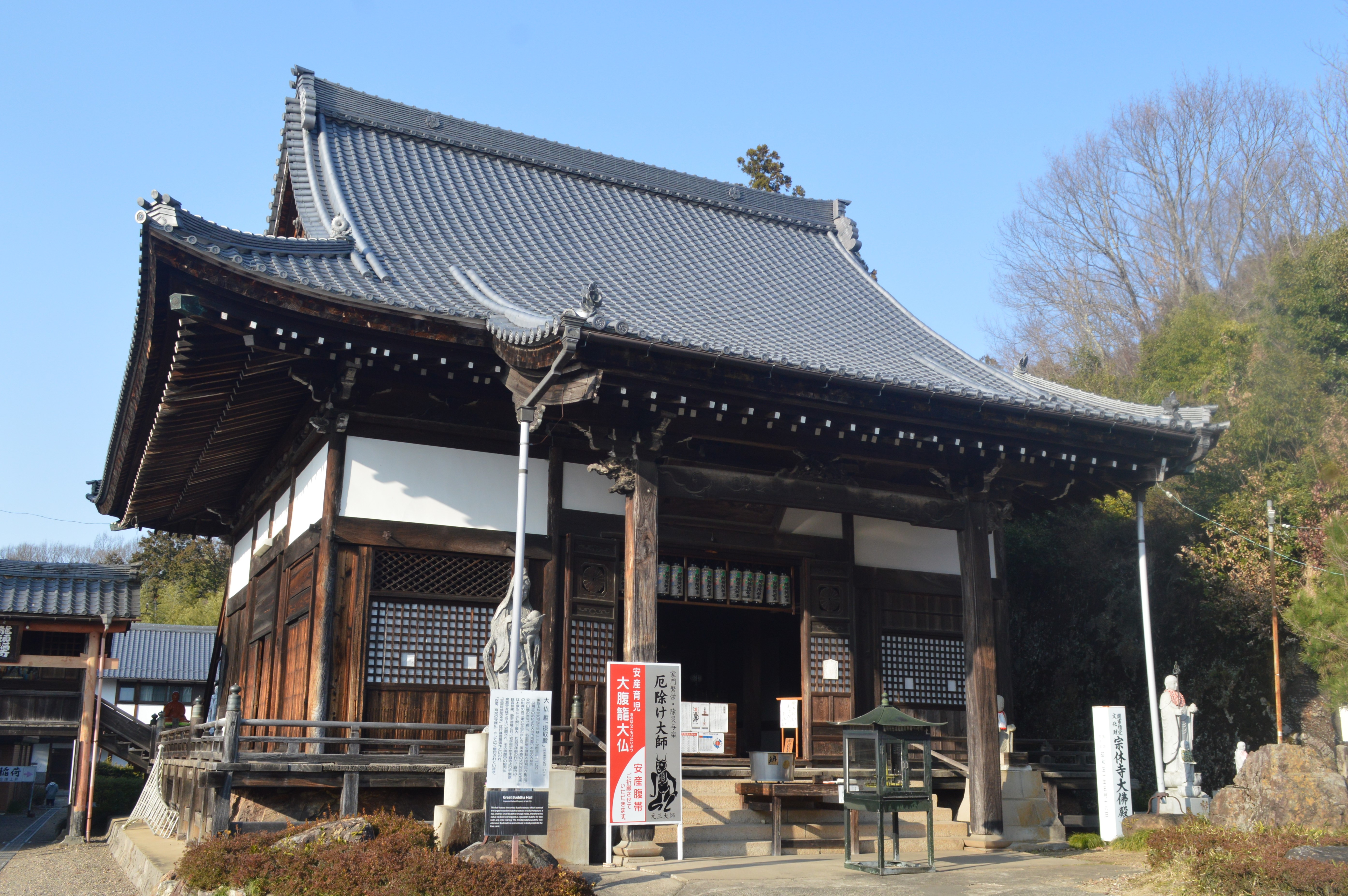
大仏殿（関市指定文化財）

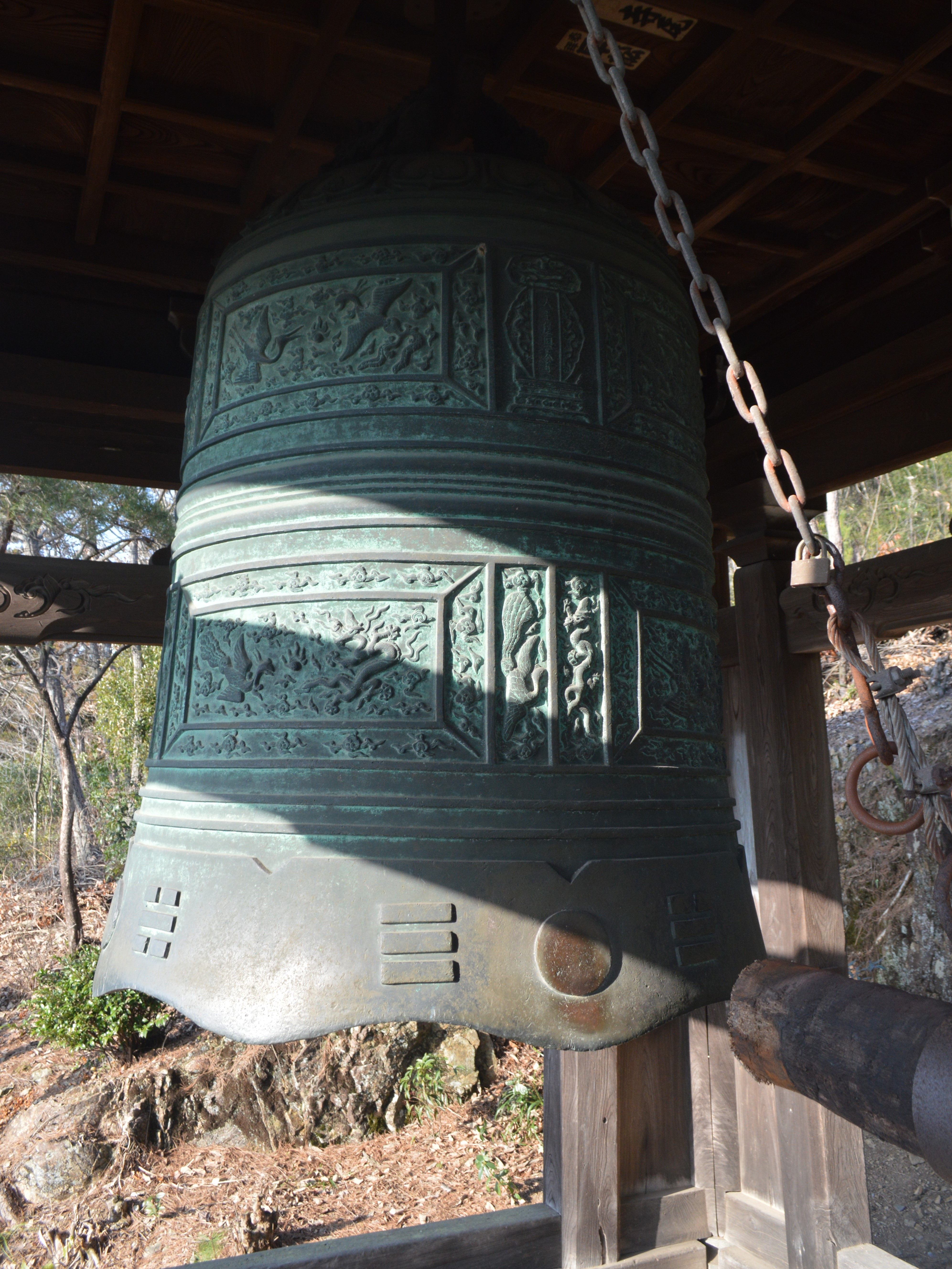
梵鐘（岐阜県指定文化財）

- 本堂 - 銅製の善光寺如来像を本尊として安置する。堂の下には戒壇があり、日本で唯一の卍型の戒壇である。2015年（平成27年）、ラグビー日本代表の五郎丸歩選手のルーティンとされるポーズに似ているとして、住職自らフェイスブックに取り上げたことで参拝者が増えるなど話題となった[4]。
- 大仏殿 - 旧本堂で、丈六[5]の木造阿弥陀如来坐像及び両脇侍坐像が安置されている。これらの像は、元々中尊寺にあり、泉倉寺（現在の千葉県）を経て宗休寺に伝わったという。
- 梵鐘
- 大日堂
- 行者堂
- 弘法堂
- 山上弘法堂
- 龍頭稲荷
- 水屋
- 庫裏
- 安桜会館
- カフェ「茶房宗休」

## 文化財

### 岐阜県指定文化財
- 梵鐘[6]：明時代の作。重さ2.5t。「大明嘉靖庚子歳製」と天文9年（1530年）の銘がある。

### 関市指定文化財
- 本堂（建造物）[7]
- 大仏殿（建造物）[7]
- 半鐘（絵画工芸品等）[8]

## 御朱印
2019年（令和元年）8月より、岐阜市のまちづくり団体ひとひとの会によって御朱印めぐりが企画され、2019年（令和元年）11月時点では関善光寺を含む岐阜県内の13箇所において行われている。「金の御朱印」企画に参加しており、毎月最終金曜日（プレミアムフライデー）限定で通常の御朱印とは異なる金をあしらった御朱印が発行されている。

## 基本情報
所在地
- 岐阜県関市西日吉町35

交通アクセス
- 長良川鉄道越美南線関駅より徒歩で約5分。
- 岐阜バス「栄一丁目（関市）」バス停より徒歩で約5分。